# 青春的旗幟
《青春的旗幟》（日语：青春のフラッグ）是走廊奔跑隊的第5張單曲，2010年6月30日發售。
本項是《青春的旗幟》的PV收錄的單曲DVD亦有記述。

## 概要
- CD的收錄曲是全部都相同。
- 收集用卡片的號碼是從首張登台單曲的號碼。
- 初回限定盤A〜C的收錄CW曲第3首曲目的「軟體戀愛海蜇女孩」是渡邊麻友的獨唱樂曲。
- 今作沒有為單曲宣傳。
- 「青春的旗幟」的舞蹈教學，使用旗語的「加油」和「不要失敗」。

## 收錄曲

### 初回限定盤A
1. 青春的旗幟
（作詞：秋元康　作曲：高木洋　編曲：生田真心）
2. 走廊隊 GO! GO! GO!
（作詞：秋元康　作曲：小川コータ　編曲：木之下慶行）
3. 軟體戀愛海蜇女孩
（作詞：秋元康　作曲：藤本貴則　編曲：安部潤　歌：渡邊麻友）
4. 青春的旗幟 （Instrumental）
5. 走廊隊 GO! GO! GO!（Instrumental）
6. 軟體戀愛海蜇女孩 （Instrumental）

DVD
1. 青春的旗幟 Music Video（Normal Version）
2. 沖啊!便當製作隊!!!!!（前編）
3. 自己拍自己♪〜工作體驗隊〜（多田愛佳・仲川遙香・平嶋夏海 編）

特典
- DVD連動活動「走廊奔跑隊的旗艦」参加應募券
- 全国握手会活動参加券
- 原作收集用卡片3種（58・59・60）的1枚封入

### 初回限定盤B
1. 青春的旗幟
2. 走廊隊 GO! GO! GO!
3. 軟體戀愛海蜇女孩
4. 青春的旗幟 （Instrumental）
5. 走廊隊 GO! GO! GO! （Instrumental）
6. 軟體戀愛海蜇女孩 （Instrumental）

DVD
1. 青春的旗幟 Music Video（Normal Version）
2. 沖啊!便當製作隊!!!!!（後編）
3. 自己拍自己♪〜工作體驗隊〜（渡邊麻友、菊地あやか 編）

特典
- DVD連動活動「走廊奔跑隊的旗艦」参加應募券
- 全国握手会活動参加券
- 原作收集用卡片3種（61、62、63）的1枚封入

### 初回限定盤C
1. 青春的旗幟
2. 走廊隊 GO! GO! GO!
3. 軟體戀愛海蜇女孩
4. 青春的旗幟 （Instrumental）
5. 走廊隊 GO! GO! GO! （Instrumental）
6. 軟體戀愛海蜇女孩 （Instrumental）

PHOTO BOOKLET
- 成員写真滿載豪華小冊子20P

特典
- DVD連動活動「走廊奔跑隊的旗艦」参加應募券
- 全国握手会活動参加券
- 原作收集用卡片3種（64、65、66）的1枚封入

### 通常盤
1. 青春的旗幟
2. 走廊隊 GO! GO! GO!
3. 軟體戀愛海蜇女孩
4. 青春的旗幟 （Instrumental）
5. 走廊隊 GO! GO! GO! （Instrumental）
6. 軟體戀愛海蜇女孩 （Instrumental）

特典
- DVD連動活動「走廊奔跑隊的旗艦」参加應募券
- 全国握手会活動参加券
- 原作收集用卡片3種（67、68、69）的1枚封入

## 青春的旗幟（單曲DVD）
2010年6月30日發售的走廊奔跑隊的5th單曲DVD。

### 收錄内容
1. 青春的旗幟 Music Video（Special Version）
2. 青春的旗幟 Dance Shot Version
3. 青春的旗幟 Dance Shot Version（4角度）
4. 青春的旗幟 Solo Dance Shot Version（3角度）
5. 青春的旗幟 旗語教學集中講座
6. 青春的旗幟 成員影像

其他、收錄預定
特典
1. 單曲CD連動活動「走廊奔跑隊的旗艦」参加應募専用明信片（只限初回生産分）
2. DVD連動活動「走廊奔跑隊的旗艦」参加應募券
3. 原作收集用卡片3種（70、71、72）的1枚封入

## 外部連結
- 走廊奔跑隊官方網站 （页面存档备份，存于）